# Mathematische Lehrart
Die durch strenge Rationalität geprägte Methode der Mathematischen Lehrart zielte darauf ab, sich beim Verfassen eines mündlich vorgetragenen oder geschriebenen Textes über die formale Struktur eines jeden Satzes Rechenschaft abzugeben, vergleichbar der Mathematik, in der jeder einzelne Rechenschritt logisch auf dem vorangehenden aufgebaut sein muss. Diese Methode galt in der frühen deutschen Frühaufklärung als der alleinig akzeptierte Weg, abgesicherte wissenschaftliche Erkenntnisse zu erlangen und war ein wichtiges methodisches Werkzeug, in dessen Mittelpunkt der Philosoph Christian Wolff stand. Die Wolffianer wollten mit dieser kritischen Methode die logische Schwäche der „dogmatischen Lehrart“ offenlegen, bei der „die Lehren zwar in kurze Sprüche verfasset; aber gleichsam zufälliger weise durch einander gesetzet werden.“ Man erhoffte sich durch die Anwendung dieser auch als „demonstrativisch“ bezeichneten Methode den Anbruch eines neuen Zeitalters. In seiner Vorrede zum 19. und 20. Band des Zedler-Lexikons nannte Carl Günther Ludovici das gegenwärtige Jahrhundert ein "Seculum demonstrativum" und betonte, dieser Methode Wolffs würden sich nun zahlreiche Autoren bedienen. Dieses durch die Gründlichkeit der wissenschaftlichen Arbeit geprägte Verfahren, das dem Zwecke diene, den Aberglauben zu verjagen, habe aber viele Feinde. Ludovici traf ins Herz des Konfliktes, indem er forderte, die Theologie müsse sich der Philosophie unterordnen.
Zu Beginn seiner Anfangsgründe aller Mathematischen Wissenschaften gab Christian Wolff einen „Kurtzen Unterricht von der mathematischen Lehrart“.
Der einflussreiche Leipziger Wolffianer Johann Christoph Gottsched übernahm diese Methode im ersten Band seines Werks Erste Gründe der gesammten Weltweisheit, das als Kompendium der Wolff’schen Philosophie gilt. Hier stellte er die mathematische Lehrart ausführlich dar:

„Von dem Unterschiede der Sätze in Absehen auf die mathematische Lehrart.
68. §. In der Mathematik hat man seit langer Zeit die Sätze aufs genaueste unterschieden: und dadurch ist man zu einem größern Grade der Gründlichkeit gelanget, als in anderen Wissenschaften: darum wollen wir auch diesen Unterschied hier kürzlich  erklären. Nun bleiben die Sätze entweder in der bloßen Betrachtung stehen, oder sie gehen aufs Thun: jene werden Erwegungssätze, diese aber Uebungssätze, genennet. Z. E. Gott ist unendlich; dieses ist ein Erwegungssatz: Man muß Gott verehren, dieses ist ein Uebungssatz. Die Erwegungssätze sind abermal entweder solche, die von allen Dingen einer Art handeln; z. E. alle Zirkel sind rund: oder sie reden nur von einem einzelnen Dinge; z. E. der Mond nimmt ab und zu. Jene nennet man dogmatisch; diese aber historisch. Die letzteren pflegen oft mitten unter jenen, als Anmerkungen mit eingestreuet zu werden.“

Gottsched führte die mathematische Methode mit weiteren Satz-Kategorien und Beispielen aus und glich mit dieser Darstellung den Ausführungen seines Vorbildes Christian Wolff und einigen seiner Anhänger.